# Olímpico EC
Olimpico EC is een Braziliaanse voetbalclub uit Itabaianinha in de staat Sergipe. 

## Geschiedenis
De club werd opgericht in 1958. De club speelde van 2002 tot 2014 in de hoogste klasse van het Campeonato Sergipano. De beste notering was een derde plaats in 2003 en 2010. In 2018 keerde de club terug en degradeerde opnieuw na twee seizoenen. 